# 桑原苑美
桑原 苑美（くわばら そのみ、11月27日 - ）は、日本の女性声優。島根県出身。声優事務所sitoa所属。

## 略歴
A&Gアカデミー出身。
2016年6月よりアミュレートに預かり、2017年4月より同所に所属。2020年12月28日付で退所した。
2021年2月よりフラクタルスタジオに所属。同年9月30日付で退所した。
同年12月10日、声優事務所sitoaを立ち上げたことを報告した。

## 人物
趣味として競走馬のおっかけとかき氷屋めぐり、着物。
特技として歌と菓子作りをそれぞれ挙げている。
幼少期に見た『ベイブ』がきっかけで声優業を志す。同作品にてレックスに恋をし、犬になりたいと思い、声を褒められることがあることから声優業を知り、「声優なら犬になれる！」という気づきから声優を目指したという。また、声優になろうと思ったきっかけが犬であったことから、人間以外のキャラクターを演じることに憧れたという。

## 出演
太字はメインキャラクター。

### テレビアニメ
- サバパラ（2016年）
- B-PROJECT〜絶頂*エモーション〜（2019年、子供B[12]）
- 異常生物見聞録（2020年、他[13]）
- ぬきたし THE ANIMATION（2025年、モブ[14]）

### Webアニメ
- きらきらぼしのキララちゃん（2020年、キララちゃん[15]）

### ゲーム
2016年
- 円環のパンデミカ code-S-（柏梨田ネオン）
- 逢魔が刻 〜かくりよの縁〜
- 明治東亰恋伽 Full Moon
- フィリスのアトリエ 〜不思議な旅の錬金術士〜

2017年
- 天歌統一ぷろじぇくと（北条綱成、斉藤龍興）

2018年
- WAR OF BRAINS（彷徨の艶女 キジモナカズバ、次元修正 キジモナ）
- エンゲージプリンセス〜眠れる姫君と夢の魔法使い〜（鈴原冬子）
- メモリーズオフ -Innocent Fille-（柚莉アフター）
- マチガイブレイカー（ミスティルテイン）
- 片恋いコントラスト -way of parting-
- セブンナイツ（リチェル、サラン）
- ドラゴンアウェイクン（九尾の狐）

2021年
- ガーディアンテイルズ（エイミー、リエ）

2024年
- 箱庭開拓 ハムスターと太陽の里

### ドラマCD
- 和奇伝愛 永恋詩 〜萬ノ刻〜
- グランステージ 大運動会
- 少年王女

### 吹き替え

#### 映画
- 超電メカ X4（英語版）

#### ドラマ
- マインドハンター

#### アニメ
- DCスーパーヒーロー・ガールズ

### 舞台
- 劇団時間制作第十六回公演「共感」（2018年5月10日 - 20日、劇場MOMO） - Bチーム[26]
- 劇団時間制作第十七回公演「白紙の目次」（2018年9月5日 - 13日、テアトルBONBON） - Aチーム[27]
- 劇団時間制作第十八回公演「こっちとそっち」（2018年11月15日 - 25日、萬劇場） - Bチーム[28]
- 劇団時間制作第十九回公演「吸って吐く」（2019年4月25日 - 5月5日、萬劇場） - Bチーム[29]
- 劇団時間制作第二十回公園「ほしい」（2019年9月19日 - 29日、赤坂レッドシアター） - Aチーム[30]